# 兰州大学第一医院
兰州大学第一医院是位于中华人民共和国甘肃省兰州市的一所集医疗、教学、科研、预防、保健、康复、急救为一体的大型综合性三级甲等现代化医院，有院本部、东岗院区、西站院区等3个院区。

## 历史沿革
- 1948年2月7日,国立兰州大学呈请国民政府教育部批准设立附设医院。[3]

- 1948年4月1日，国民政府教育部批准设立国立兰州大学医学院附设医院；同年12月，国立兰州大学医学院附设医院在萃英门成立，医院设有门诊部、业务部（含内科、外科、妇产科、小儿科、五官科、皮肤科、检验室）。[3]

- 1949年10月，国立兰州大学改名兰州大学，国立兰州大学医学院附设医院随之改名为兰州大学医学院附属医院。[3]

- 1954年，兰州大学医学院自兰州大学脱离并成立兰州医学院，兰州大学医学院附属医院改名为兰州医学院附属医院；同年，在兰州市东郊（即兰州大学第一医院院本部现址）开工兴建医院大楼。[3]

- 1955年，刘尚哲调入兰州医学院附属医院并开展白内障手术。[3]

- 1956年，兰州医学院附属医院的内科、妇产科、小儿科及五官科与省综合医院（即现甘肃省人民医院）合并；同年，韩哲生教授自武汉调入医院工作并筹建神经外科，当年即完成甘肃省首例垂体瘤切除手术。[3]

- 1957年8月，东郊新址新楼建成，兰州医学院附属医院遂自萃英门旧址迁往东郊新址，同时与省综合医院合并的原兰州医学院附属医院人员全部返回，萃英门旧址则成立附属医院下设的门诊部；同年，成立传染病房，收治麻疹等传染病患者。[3]

- 1957年，兰州医学院附属医院迁址完成后，兰州医学院决定设两所附属医院，随即在附属医院萃英门原址兴建病房大楼，1958年12月新建病房大楼并基本竣工。[3]

- 1959年4月19日，兰州医学院附属医院一分为二，东郊部分命名为兰州医学院第一附属医院，西关萃英门旧址部分命名为兰州医学院第二附属医院（即现兰州大学第二医院）。[3][4]

- 2004年，兰州医学院并入兰州大学，兰州医学院第一附属医院随之改名为兰州大学第一医院。[1]

- 2012年3月，兰州大学第一医院托管酒钢集团兰泰医院，酒钢集团兰泰医院改名为兰州大学第一医院东岗院区。[1]

- 2015年1月6日,兰州大学第一医院合并原兰州兰电电机有限公司职工医院，成立兰州大学第一医院西站院区。[1]

- 2023年5月9日，酒钢集团兰泰医院整体移交兰州大学第一医院。[1]